# متحف تاريخ سارمينتو

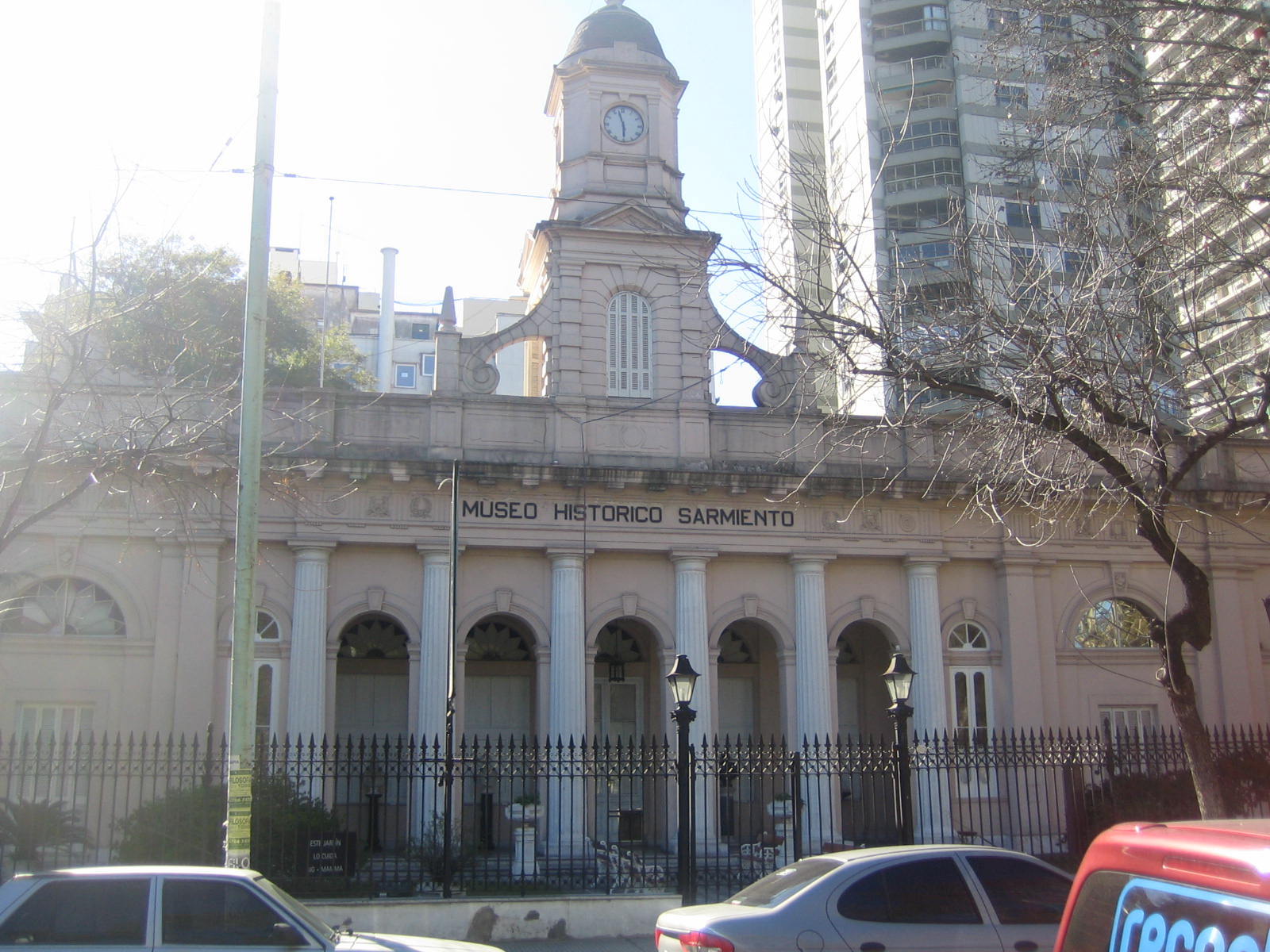
متحف تاريخ سارمينتو.

متحف تاريخ سارمينتو Sarmiento History Museum هو متحف يقع في حي بيلجرانو في العاصمة الأرجنتينية بوينس آيرس، وهو متحف مخصص للتاريخ الأرجنتيني، لا سيما لفترة جيل الثمانينيات من القرن التاسع عشر وحياة الرئيس دومينغو فاوستينو سارمينتو، وقد كان كاتبًا وشخصية سياسية، حيث كان رئيسًا للأرجنتين بين عامي 1868 و1874. ويوجد في المتحف أيضًا أقسام تُظهر الأعمال الأدبية لنيكولاس أفيلانيدا، الذي خلفه في الرئاسة، والثورة الناجمة عن توحيد مدينة بوينس آيرس عام 1880، عندما اضطرت الحكومة الوطنية إلى التخلي عن موقعها في وسط مدينة بوينس آيرس والانتقال إلى المبنى حيث المتحف اليوم في بلغرانو، ثم ضواحي المدينة.

## التاريخ

### المبنى

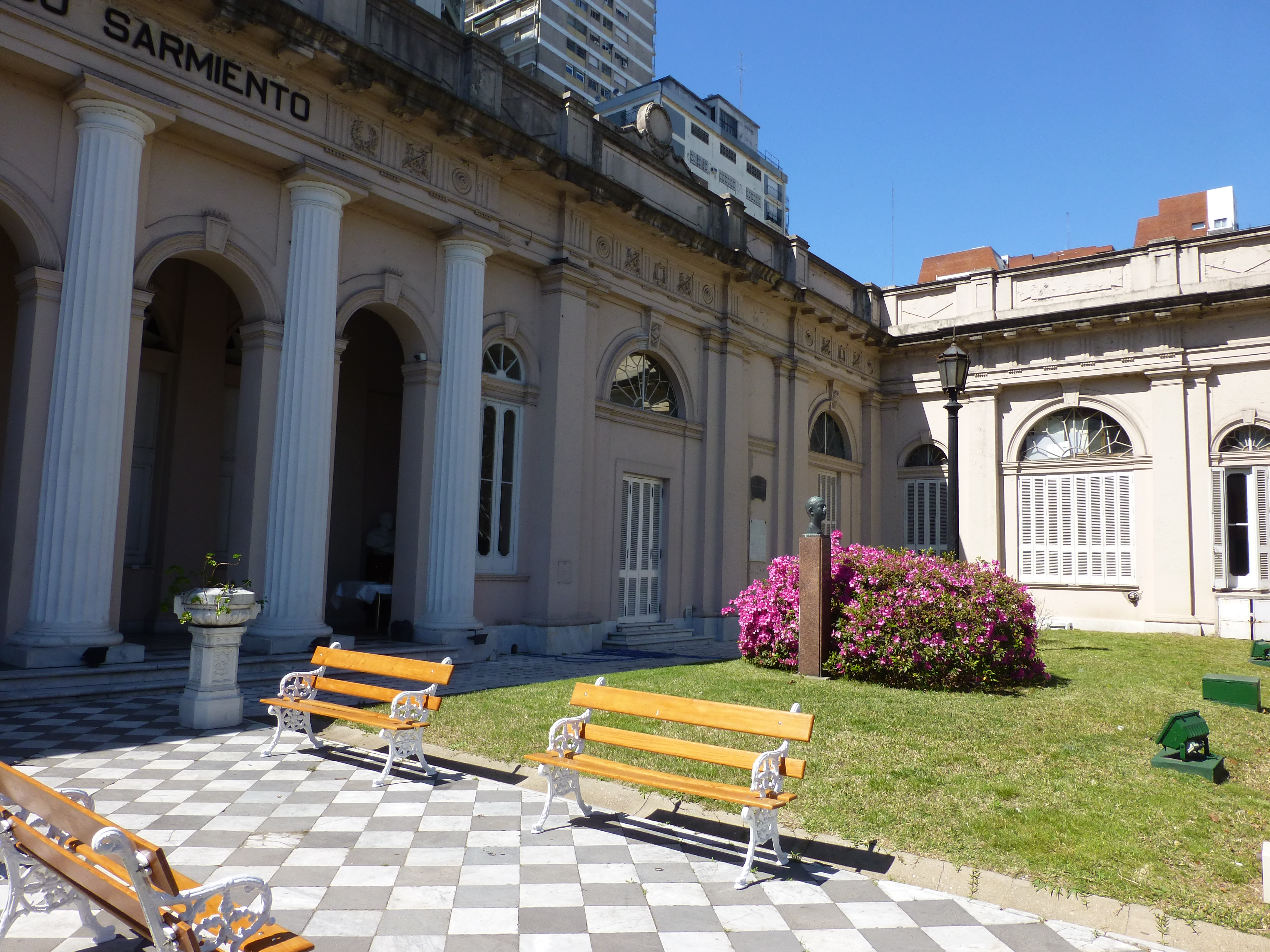
منظر للفناء الخارجي.

المبنى هو منزل ريفي على الطراز الإيطالي، تم بنائه في عام 1873 كما هو مخطط له بواسطة Juan Antonio Buschiazzo، وهو أحد المهندسين المعماريين الذين جلبهم بيرناردينو ريفادافيا إلى الأرجنتين في منتصف القرن التاسع عشر. في ذلك الوقت، كان يضم السلطات التنفيذية والتشريعية والقضائية للحكومة الفيدرالية، عندما اضطروا إلى مغادرة بوينس آيرس. التقى المؤتمر الوطني في اجتماعه الأكبر عندما أعلنوا أن بوينس آيرس عاصمة للأمة، برئاسة الرئيس أفيلانيدا. في نهاية الحرب الأهلية، تم توقيع قانون الفيدرالية في هذا المبنى. وبسبب هذا الحدث تم إعلانه موقعًا تاريخيًا وطنيًا.
في عام 1938، في الذكرى الخمسين لوفاة سارمينتو، اختارت الحكومة الفيدرالية هذا المبنى كمتحف. في 28 يوليو من ذلك العام، تم تخصيص القصر بموجب مرسوم رئاسي للرئيس آنذاك روبرتو مارسيلينو أورتيز، بناءً على اقتراح من رئيس لجنة المتاحف التاريخية ريكاردو ليفين.

### المقتنيات
يعرض المتحف بعض ممتلكات سارمينتو، على النحو المنصوص عليه في القانون رقم 12556. في عام 1913 تبرع أحفاده بأشياء أخرى قام بجمعها. تحتوي مجموعة المتحف على أثاث ومجموعات مختلفة من أدوات المائدة التي حصل عليها الرئيس أثناء رحلاته.

## معرض الصور

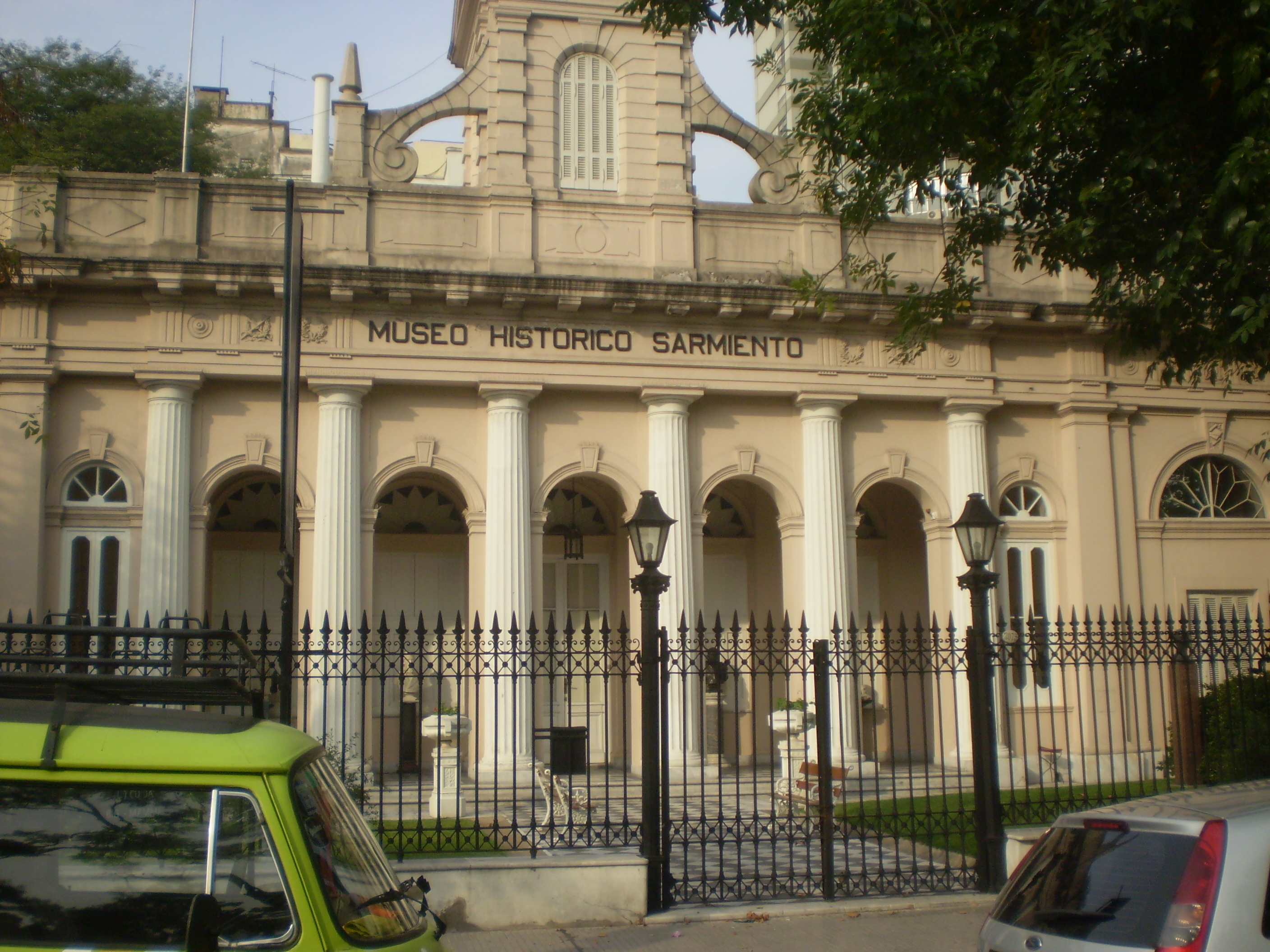
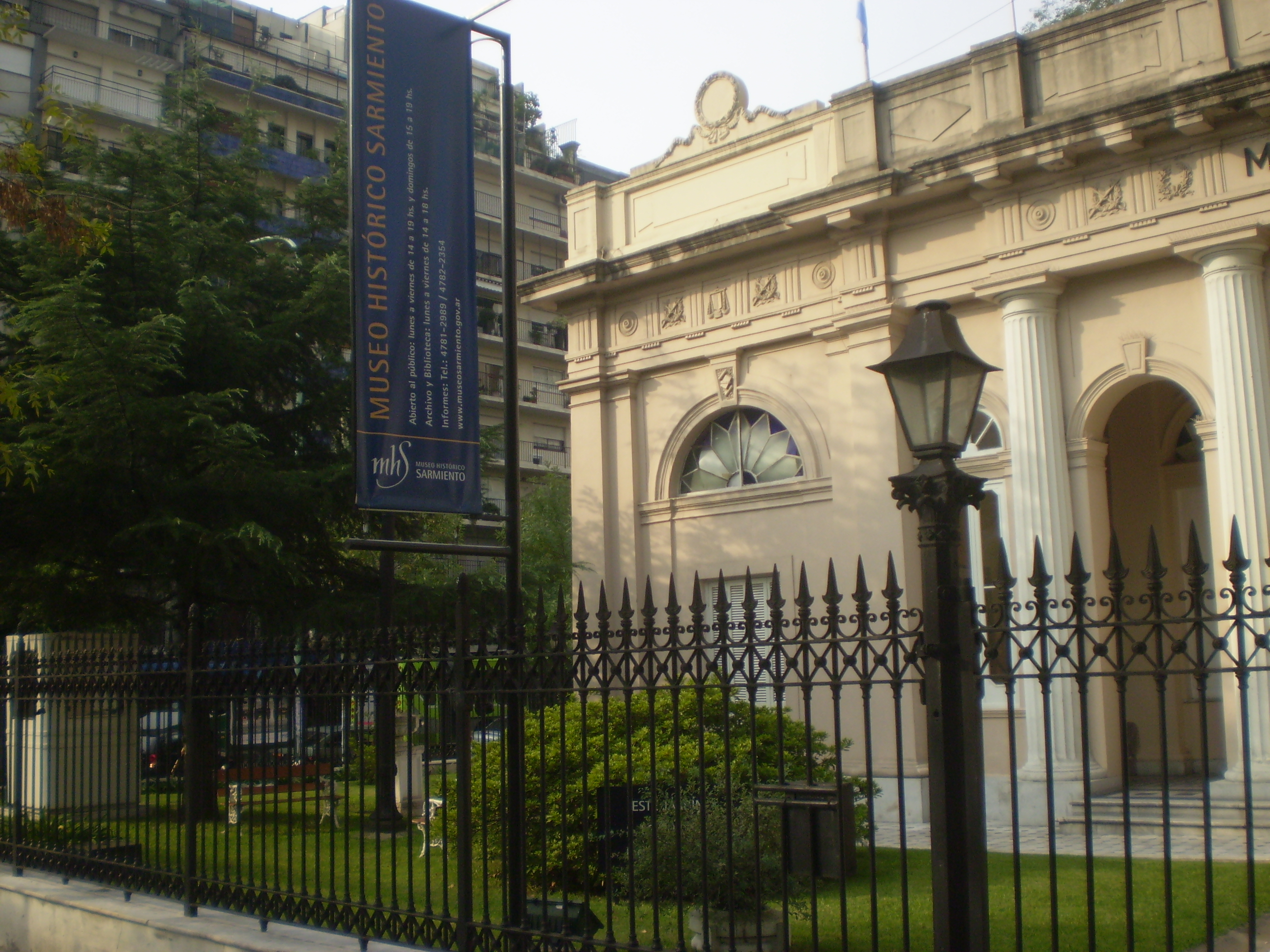
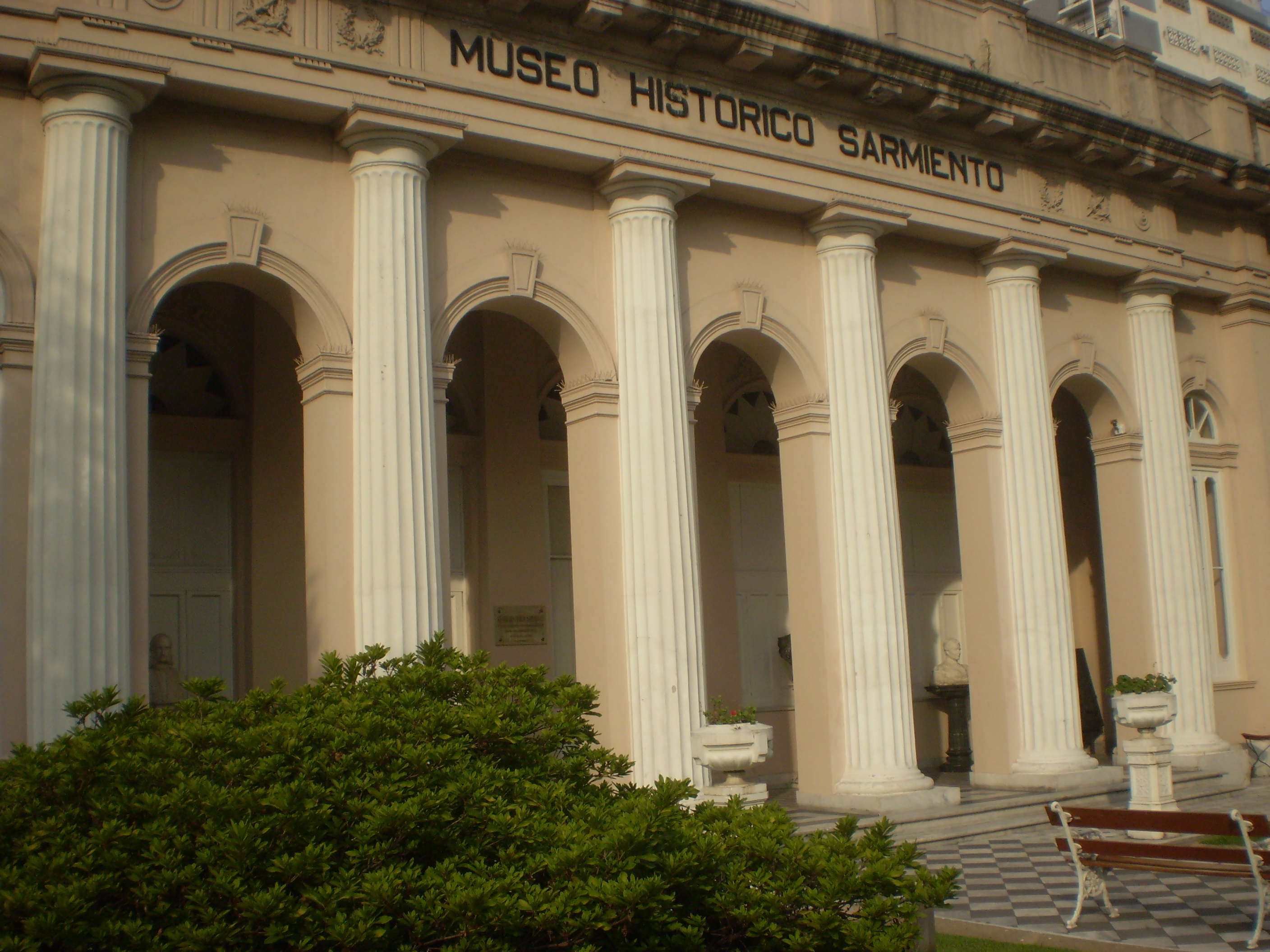
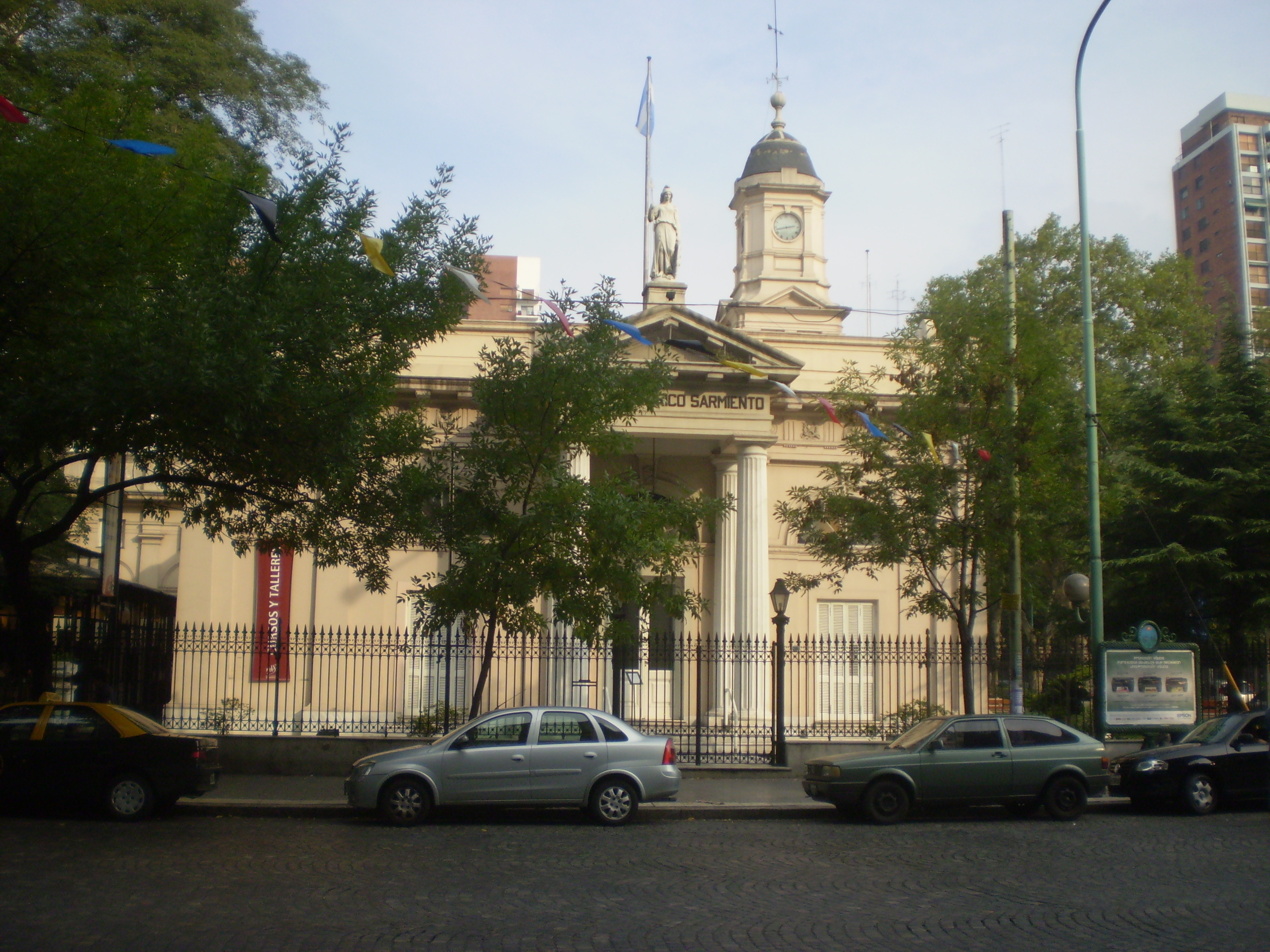
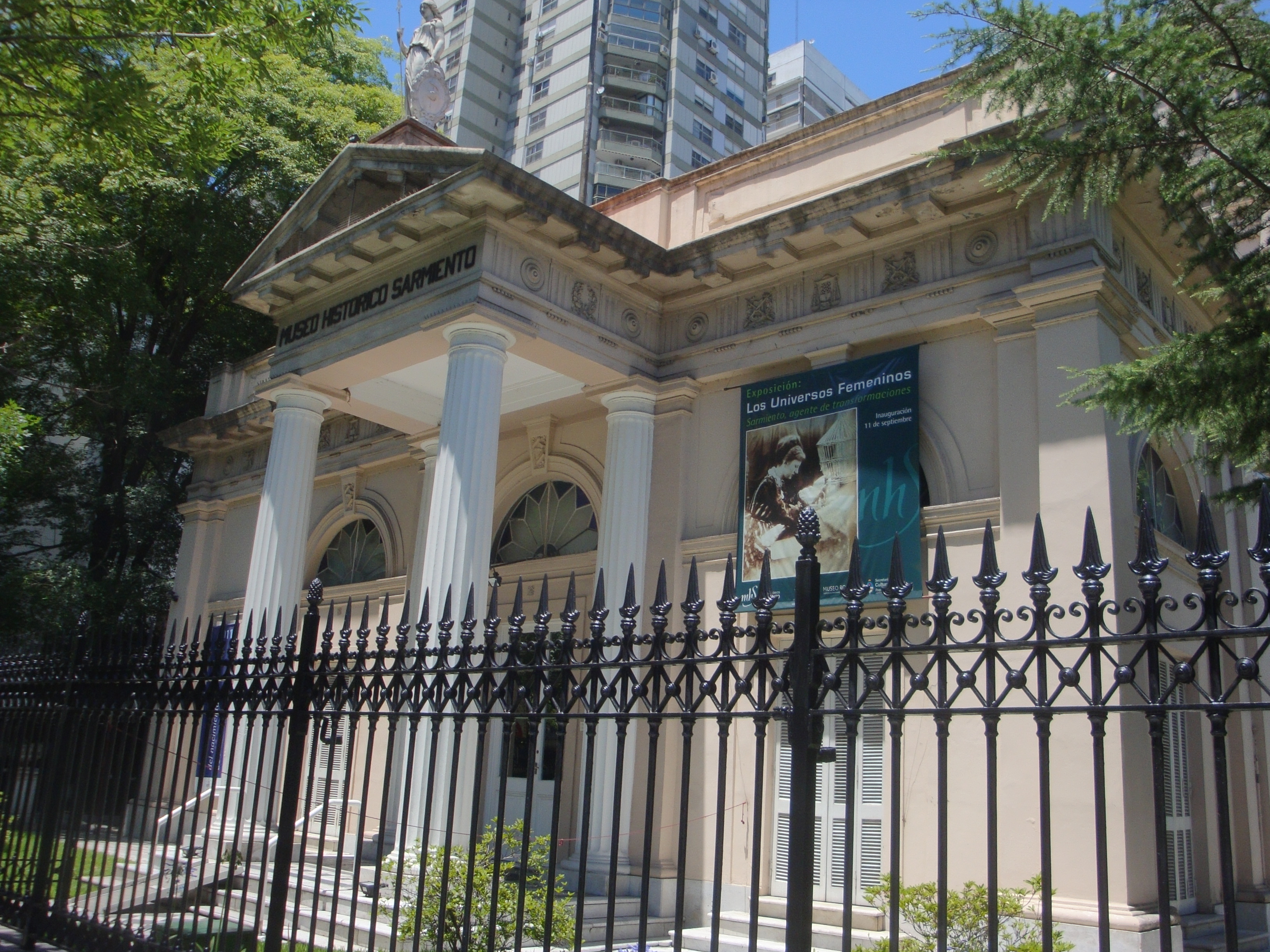

## الغرف

### غرفة سارمينتو
تستخدم للمعارض المؤقتة
بها صورة مرسومة لسارمينتو من قِبل حفيدته يوجينيا بيلين سارمينتو ويُعرض بها أشياء مختلفة للاستخدام اليومي.
غرفة نوم
تعرض هذه الغرفة الفترة من 1811 إلى 1841 حسب الترتيب الزمني. تحتوي على أثاث فيكتوري من منزل سارمينتو في بوينس آيرس.
غرفة العشاء
صورة أخرى للرئيس من قبل حفيدته، يوجينيا بيلين سارمينتو، بالإضافة إلى بعض الأشياء الشخصية.
غرفة فاكوندو
تحيي هذه الغرفة ذكرى العمل على كتاب "فاكوندو: الحضارة والهمجية" الذي كتبه سارمينتو، وتعرض الطبعات القديمة ونسخ من الإصدارات بلغات أخرى.